# Breazova (okręg Hunedoara)
Breazova – wieś w Rumunii, w okręgu Hunedoara, w gminie Sarmizegetusa. W 2011 roku liczyła 174 mieszkańców.